# 389
389 (CCCLXXXIX) fue un año común comenzado en lunes del calendario juliano, en vigor en aquella fecha.
En el Imperio romano, el año fue nombrado como el del consulado de Timasio y Promoto, o menos comúnmente, como el 1142 Ab urbe condita, adquiriendo su denominación como 389 a principios de la Edad Media, al establecerse el anno Domini.

## Acontecimientos
- Todos los edificios paganos de Alejandría son destruidos por los cristianos, incluida la biblioteca.

## Nacimientos
- Genserico, rey vándalo.

## Fallecimientos
- Gregorio Nacianceno, religioso cristiano.